# Sondre Kåfjord
Sondre Kåfjord (Mandal, 7 giugno 1948) è un dirigente sportivo norvegese, presidente della Norges Fotballforbund (NFF) dal 2004 al 2010.

## Biografia
Kåfjord ricoprì l'incarico di presidente della federazione calcistica norvegese dal 2004 al 2010, prima di essere sostituito da Yngve Hallén. Precedentemente, fu rettore all'Università di Molde e lavorò alla Sparebanken Møre. Ebbe un incarico dirigenziale alla NFF fin dal 1996, prima di diventarne presidente.